# 殷從儉
殷從儉（1519年—1573年），字汝中，號克斋，廣西桂林府臨桂縣人。中國明朝官員。

## 生平
嘉靖十六年（1537年）廣西鄉試第六名。嘉靖二十三年（1544年）甲辰科会试第三百十六名，第三甲第一百九十四名進士。曾任博士官教授廣州、陞國學、擢駕部主事、陞廣東屯鹽僉事、攝嶺東兵務，与上司因政事不合，稱病致仕。嘉靖末起為福建僉事，隆慶元年（1567年）二月升浙江布政司左参议，五月升河南按察司副使，二年二月升江西右参政，三年正月升南京太仆寺少卿。四年四月升都察院右佥都御史、巡抚南赣汀韶地方提督军务，五年七月升右副都御史、巡抚福建提督军务，由于倭寇之故，當地民稅繁重，從儉到任後，整肅吏治，革除冗稅，并著《八闽政略》。万历元年
（1573年）正月升左副都御史，回院管事，不久卒于福州任上。

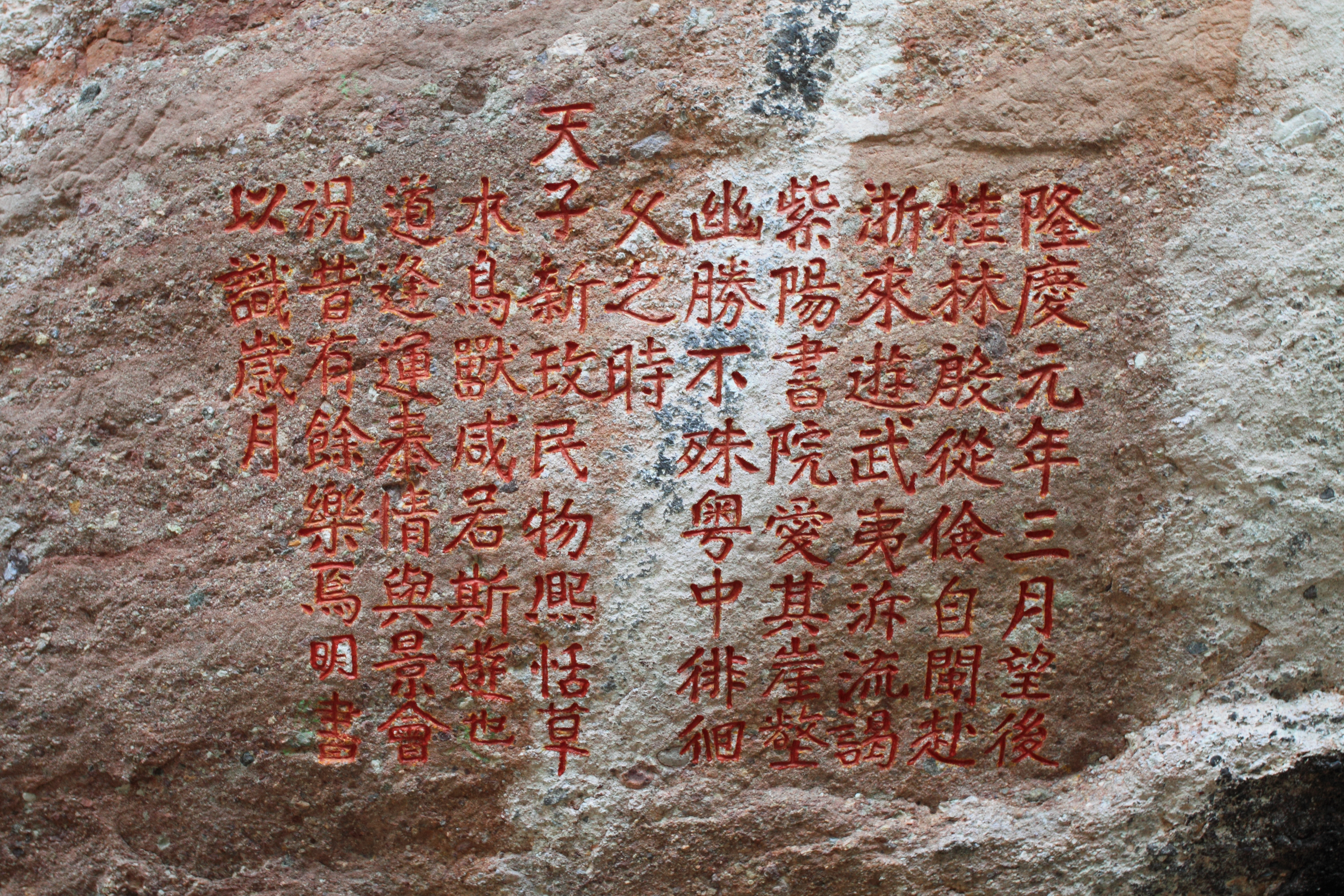
福建武夷山風景名勝區水光嚴的殷從儉題刻

## 家族
曾祖殷旺；祖父殷雄；父殷瓚，母黃氏。永感下。兄傑，百户；俸；弟從義。